# Rhorus fasciatus
Rhorus fasciatus là một loài tò vò trong họ Ichneumonidae.